# Elżbieta Jędrych
Elżbieta Maria Jędrych – polska socjolog, dr hab. nauk ekonomicznych, prorektor Akademii Finansów i Biznesu Vistula oraz profesor nadzwyczajny Politechniki Łódzkiej i Szkoły Wyższej im. Bogdana Jańskiego.

## Życiorys
Obroniła pracę doktorską, 18 maja 2009 habilitowała się na podstawie pracy zatytułowanej Dyfuzja innowacji personalnych w organizacjach gospodarczych. Objęła funkcję profesora nadzwyczajnego w Akademii Finansów i Biznesu Vistula na Wydziale Biznesu i Stosunków Międzynarodowych, oraz Katedrze Systemów Zarządzania i Innowacji na Wydziale Organizacji i Zarządzania Politechniki Łódzkiej i w Szkole Wyższej im. Bogdana Jańskiego na Wydziale Zarządzania w Warszawie.
Była kierownikiem Katedry Systemów Zarządzania i Innowacji, a także prodziekanem na Wydziale Organizacji i Zarządzania Politechniki Łódzkiej.